# Jürgen Braun (Politiker)

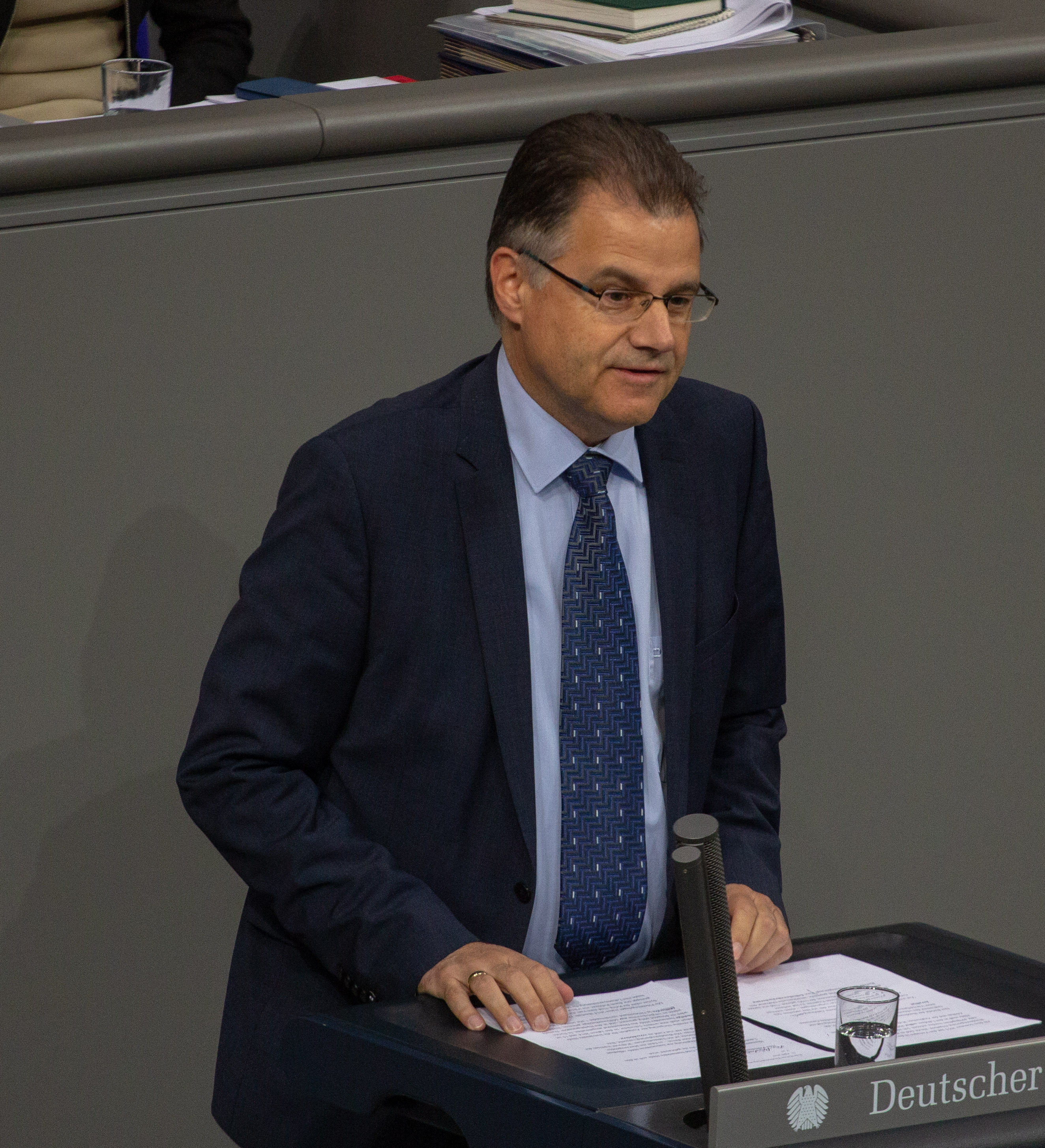
Jürgen Braun, 2019

Jürgen Friedrich Braun (* 25. August 1961 in Bergneustadt) ist ein deutscher Politiker (AfD). Von 2017 bis 2025 war er Mitglied des Deutschen Bundestages.

## Leben
Braun schloss das Wüllenwebergymnasium Bergneustadt mit der Allgemeinen Hochschulreife ab. Danach leistete er seinen Grundwehrdienst. Nach einem Studium der Rechtswissenschaft in Berlin legte er das Juristische Staatsexamen ab. Danach war er Leiter verschiedener öffentlich-rechtlicher wie privater Fernsehredaktionen in Berlin, Dresden, Karlsruhe, Ludwigsburg und Stuttgart. Seit einigen Jahren arbeitet er als selbstständiger Kommunikationsberater für mittlere und große Unternehmen und als Dozent an Hochschulen im Bereich Journalismus. Er war zudem bis zu seinem Einzug in den Bundestag als ehrenamtlicher Richter am Verwaltungsgericht Stuttgart tätig. Braun ist Mitglied im Deutschen Journalisten-Verband.
Braun ist evangelisch, verheiratet und hat zwei Kinder.

## Politik
Braun war in seiner Jugend mehrere Jahre Mitglied der CDU. 2013 trat er der AfD bei. Im November 2016 wurde er auf den sechsten Platz der baden-württembergischen Landesliste seiner Partei gewählt. Im April 2017 übernahm er außerdem das Amt des Vorsitzenden im AfD-Kreisverband Rems-Murr.
Bei der Bundestagswahl 2017 zog er über die Liste in den Deutschen Bundestag ein und erreichte im Bundestagswahlkreis Waiblingen 12,4 Prozent der Erststimmen. Am 27. September 2017 wurde Braun mit 73 Stimmen zum zweiten parlamentarischen Geschäftsführer der AfD-Bundestagsfraktion gewählt. Am 24. September 2019 wurde er als Parlamentarischer Geschäftsführer abgewählt. Im 19. Deutschen Bundestag war er für seine Fraktion Mitglied im Ausschuss für Menschenrechte und humanitäre Hilfe sowie stellvertretendes Mitglied im Finanzausschuss und im Ausschuss für Gesundheit des Deutschen Bundestages. Im Ausschuss für Menschenrechte und humanitäre Hilfe war er zudem stellvertretender Vorsitzender und Obmann.
Bei der Bundestagswahl 2021 zog Braun über den zehnten Platz der Landesliste Baden-Württemberg seiner Partei in den Bundestag ein und erreichte 8,7 % der Erststimmen im Wahlkreis Waiblingen.
Bei der parteiinternen Landeslistenaufstellung der AfD Baden-Württemberg Anfang Oktober 2024 unterlag Braun bei den Abstimmungen um die Listenplätze 6 sowie 13 und verkündete, für die damals noch für September 2025 angesetzte Bundestagswahl 2025 nicht erneut zu kandidieren. Bei der vorgezogenen Neuwahl im Februar 2025 kandidierte er schließlich im Bundestagswahlkreis Fürstenfeldbruck, verfehlte jedoch den Einzug in den Bundestag.
Bei der Landtagswahl in Baden-Württemberg 2026 kandidiert Braun im Landtagswahlkreis Waiblingen.

## Politische Positionen
Braun ist ein erklärter Gegner möglicher Diesel-Fahrverbote: „Der Verbrennungsmotor wird auf absehbare Zeit unsere Zukunft bleiben.“ Im September 2017 erstattete er Anzeige gegen den Jugendsender Dasding, weil dieser einen von der Bundesprüfstelle für jugendgefährdende Medien wegen Gewaltverherrlichung indizierten Musiktitel abgespielt hatte. Nachdem Beatrix von Storch zu Silvester 2017/18 unter Bezugnahme auf die sexuellen Übergriffe in der Silvesternacht 2015/16 einen arabischsprachigen Tweet der Kölner Polizei thematisiert hatte, kritisierte Braun die Behörde für eine Strafanzeige gegen von Storch scharf: „Ich frage mich, ob die eigentlich nichts besseres zu tun haben. (...) Für mich zeigt die Polizei damit eine Unterwürfigkeit des Rechtsstaates“.
In einem Interview mit der Waiblinger Kreiszeitung erklärte Braun 2017 in Bezug auf den auch innerparteilich umstrittenen thüringischen AfD-Landesvorsitzenden Björn Höcke, er sei es leid, dauernd ausbaden zu müssen, was „dieser Herr aus Thüringen“ gerade wieder abgesondert habe. Die Wochenzeitung Die Zeit ordnete Braun nach seiner Wahl in den Bundestag als „nationalkonservativ“ ein.
Bei der Abstimmung über einen mit großer Mehrheit angenommenen Antrag von CDU/CSU, SPD, Grünen und FDP über ein Ende der finanziellen und logistischen Unterstützung der antiisraelischen Boycott, Divestment and Sanctions-Bewegung, deren Argumentationsmuster und Methoden in diesem Antrag als antisemitisch bezeichnet werden, sagte Braun, der wie seine Fraktion den Antrag abgelehnt und stattdessen ein BDS-Verbot gefordert hatte: „Der Antisemitismus kommt heute von der linken Seite, und er kommt von dem Islam“. Daraufhin sprach der außenpolitische Sprecher der Grünen Omid Nouripour von einem „durchsichtigen Versuch“ der AfD, ihre Haltung zu den „dunkelsten Kapiteln“ der deutschen Geschichte zu verschleiern.
Als der Bundestag 2018 den Völkermord an den Rohingya in einem Antrag verurteilte, beklagte Braun eine „links-grüne Hypermoral“ sowie einen einseitigen Blick auf Myanmar: Das dortige Militär habe mit seinem Vorgehen lediglich auf Massenmorde durch islamische Terroristen reagiert. Es sei unklar, wer in Myanmar Täter und Opfer sei: Jahrelang hätten die muslimischen Rohingya die buddhistische Bevölkerung terrorisiert. Die AfD stimmte als einzige Fraktion gegen den Antrag. Später verurteilte auch der Internationale Gerichtshof Myanmar für den Völkermord.